# Sławomir Tryc
Sławomir Tryc (* 19. November 1952 in Zgorzelec) ist ein polnischer Wissenschaftler, Diplomat, Kulturmanager, Publizist und Übersetzer.

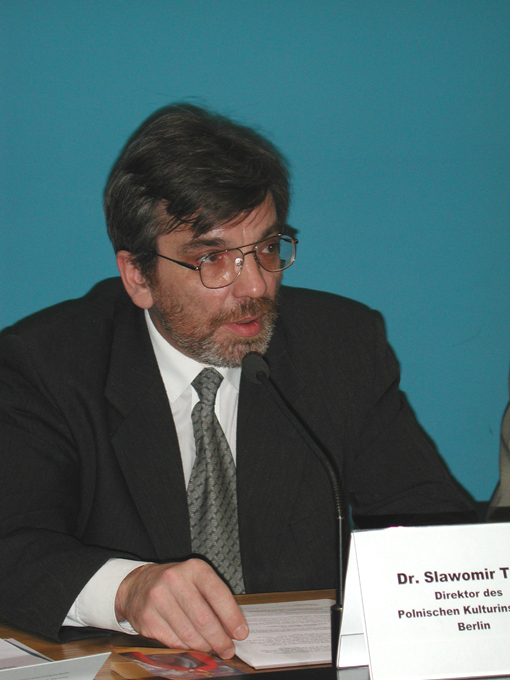
Berlin 1998

## Werdegang
Nach dem Abitur 1971 am Gebrüder-Śniadecki-Gymnasium in Zgorzelec Studium am Institut für Germanistik der Universität Wrocław; Abschluss 1976 mit der MA-Arbeit „Thomas Mann in Polen“. Dissertation 1984 (Universität Wrocław) „Friedrich Dürrenmatt auf polnischen Bühnen“. Langjähriger Dozent v. a. am Institut für Germanistik der Universität Wrocław (Bereich: Literatur, Geschichte der deutschen Kultur und Gesellschaft), auch im Studiengang Europäische Diplomatie der Breslauer Universität (Bereich: Auswärtige Kulturpolitik, Nation Branding, Medien in der Diplomatie). Stipendiat der Friedrich-Ebert-Stiftung (Bonn, Frankfurt am Main, München), des DAAD (Bonn) und des OeAD (Wien).
Von 2013 bis 2019 war er Vertretungsprofessor im Fachbereich Management- und Kulturwissenschaften der Hochschule Zittau/Görlitz. Seit 2017 war er Mitglied des Kuratoriums der Stadthallenstiftung in Görlitz, aus dem er 2021 aus Protest gegen die Berufung des AfD-Fraktionsvorsitzenden in das Kuratorium durch die Stadtverwaltung zurücktrat.
Von 2010 bis 2016 war Tryc wissenschaftlicher Betreuer im „Gerhart-Hauptmann-Haus“ (Agnetendorf / Jelenia Góra), darunter Mitherausgeber, Übersetzer und Moderator von Kulturveranstaltungen.

## Polnisches Kulturinstitut in Berlin
Tryc war langjähriger Mitarbeiter des polnischen Außenministeriums, zwischen 1997 und 2001 Leiter des größten und dynamischsten polnischen Kulturinstituts in der Welt in Berlin (100 Veranstaltungen pro Jahr). In den Jahren 1998–2001 wurde das von ihm geleitete Institut einer der Mitveranstalter und später Hauptveranstalter der damals größten zyklischen Präsentation polnischer Kultur im Ausland „Polnische Woche in Berlin und Brandenburg“.

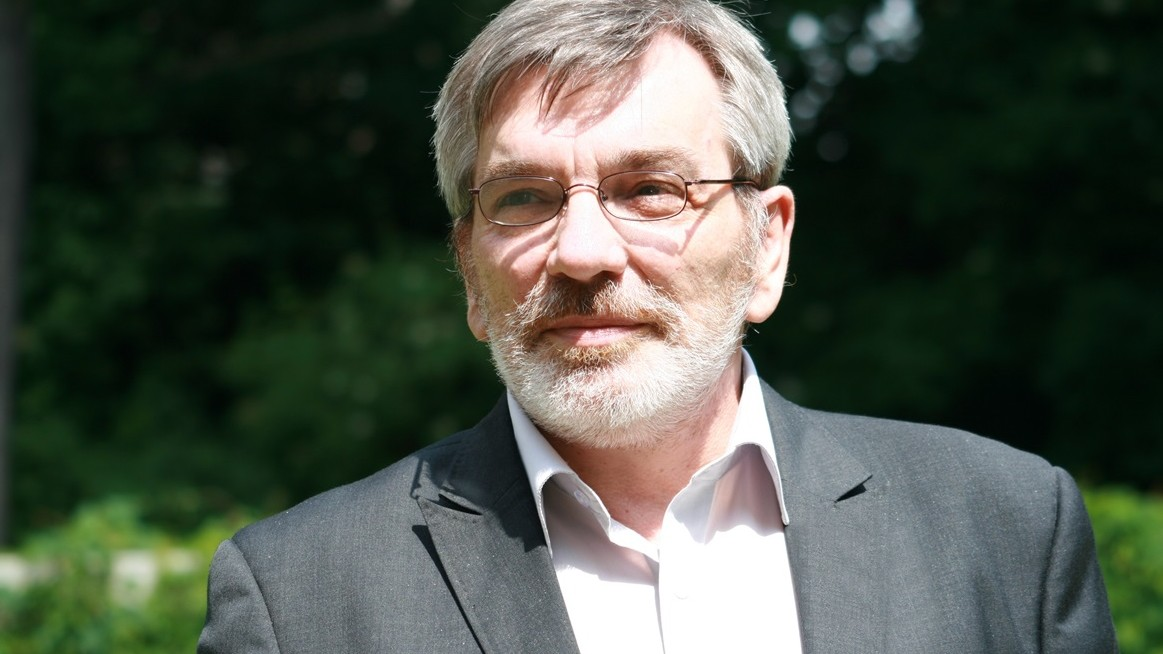
Hochschule Zittau/Görlitz 2018

## Botschaft der Republik Polen in Berlin
Von 2004 bis 2009 war er Botschaftsrat, später Erster Botschaftsrat, Leiter der Abteilung für Kultur, Wissenschaft und Promotion an der Botschaft der Republik Polen in Berlin, u. a. für Geschichtspolitik verantwortlich Tryc war beteiligt an mehreren Aktionen zum Erwerb wertvoller Kulturwerke polnischer Herkunft, darunter am Ankauf einer Privatsammlung der Feldpost aus der Zeit des Warschauer Aufstands (2008) und ein Jahr später an der Überführung eines Teils der berühmten Sammlung von Tomasz Niewodniczański in das Warschauer Königsschloss. Während des Deutsch-Polnischen Jahres 2005–2006 war er Vertreter der polnischen Botschaft im Auswärtigen Amt. Sławomir Tryc repräsentierte Polen in einigen deutschen Kultureinrichtungen: 2005–2009 war er Mitglied der Jury des Kulturpreises Schlesien des Landes Niedersachsen, 2006–2009 Mitglied des Stiftungsrates des Pommerschen Landesmuseums in Greifswald, 2009–2015 Mitglied des Stiftungsrates des Schlesischen Museums in Görlitz, 2009 Mitglied des wissenschaftlichen Beirats der Ausstellung „Deutsche und Polen – 1.9.39 – Abgründe und Hoffnungen“ im Deutschen Historischen Museum in Berlin, die anlässlich des 70. Jahrestages des Ausbruchs des Zweiten Weltkriegs organisiert wurde.

## Deutschsprachige Publikationen
- 2015 Sławomir Tryc/Zaprucka J.I., Muzeum Miejskie „Dom Gerharta Hauptmanna“ / Städtisches Museum Gerhart-Hauptmann-Haus / The Municipal Museum „Gerhart Hauptmann´s House“, Jelenia Góra 2015
- 2014 Mein Schlesien. Zum Paradigmenwechsel in der Wahrnehmung des deutschen Kulturerbes. In: Paul Zalewski, Joanna Drejer (Hrsg.): Kulturerbe und Aneignungsprozesse in deutsch-polnischen Kontakträumen. Motivationen, Realitäten, Träume (Das gemeinsame Kulturerbe – Wspólne dziedzictwo, Bd. 9, zugleich Schriftenreihe der Professur für Denkmalkunde der Europa-Universität Viadrina, Bd. 2). Warszawa 2014, S. 53–69, ISBN 978-83-63877-52-1
- 2013 Sławomir Tryc/Zaprucka J.I. (Hrsg.), Gerhart Hauptmann i śląscy nobliści / Gerhart Hauptmann und schlesische Nobelpreisträger / Gerhart Hauptmann and Silesian Nobel Prize winners, übers. Tomasz Cel, Sławomir Tryc, Agnieszka Krajewska; Stadtmuseum Gerhart-Hauptmann-Haus, Jelenia Góra 2013; ISBN ISBN: 978-83-922463-7-4
- 2011 Preußen aus polnischer Sicht. Erzfeind oder Teil eigener Vergangenheit? In:  Menzel, Steffen (Hrsg.), Nachdenken über Preußen. Tagungsband. Schloss Krobnitz 2011, S. 16–23. 2006
- 2001 Dass eine Nation die andere verstehen möge …(über poln. auswärtige Kulturpolitik), in: Polen-Almanach, Berlin 2001, S. 54–57 (siehe unten Einzelnachweis 11)
- 2001 Mechthild, Ernst, Maria Louise Kaempffe - Scherenschnitte: Mit einem vollständigen Verzeichnis der im Museum Europäischer Kulturen - Staatliche Museen zu Berlin erhaltenen Scherenschnitte der schlesischen Künstlerin. Vorwort: Slawomir Tryc und  Konrad Vanja, Berlin 2001, ISBN 978-3-931656-39-3
- 1998 Enzo Marino: Mythos Eros Magie / Mito Eros Magia. Werke / Ricera 1988–1998 (Paolo Faiola, Slawomir Tryc; Vorw. Francesco Piselli; Einleitg. Francesco D’Episcopo, Giuseppe Siano; Texte), Edizione Intra Moenia, 1998
- 1998 Friedrich Dürrenmatt auf den polnischen Bühnen. Mit allgemeinen Bemerkungen zur Rezeption fremdsprachiger Theaterwerke in Polen 1945–1989 , in: Polnisch-deutsche Theaterbeziehungen seit dem Zweiten Weltkrieg, Hrsg. von Hans-Peter Bayerdörfer in Verbindung mit Małgorzata Leyko u. Małgorzata Sugiera, Tübingen: Niemeyer, 1998; Berlin: de Gruyter 2015, ISBN 978-3-484-66026-7
- 1994 S.Tryc/N.Honsza (Hrsg.),  Studien zur DDR-Literatur, Wrocław: Wydawnictwo Uniwersytetu Wrocławskiego, 1994.-133 S.- (Acta Universitatis Wratislaviensis; No 1561, Germanica Wratislaviensia; [T.] 104), ISBN 978-83-229-1034-4
- 1986 Brauneck Manfred, Gerhard Schneilin (Hrsg,), Theater Lexikon. Begriffe und Epochen / Bühnen und Ensembles, Rowohlt, Reinbek bei Hamburg 1986 (Lexikoneinträge zum polnischen Theater:  Centrum Sztuki Studio S. 196, Cricot, Cricot 2,  S. 235, Reduta,  S. 715, Studententheater in Polen, S. 818–820, Teatr Dramatyczny Warszawa, S. 864, Teatr im. J.Slowackiego Kraków, S. 864–865, Teatr Narodowy, S. 865–866, Teatr Nowy, S. 866, Teatr Polski,  S. 875–876, Teatr Rapsodyczny, S. 876, Teatr Stary, S. 876–877, Teatr Współczesny, S. 877), ISBN 978-3-499-55465-0

### Buchübersetzungen
- 2014 Hauptmann, Harriet / Rohlfs, Stefan (Hrsg.), In höchster Berliner Eile …. Gerhart Hauptmann – Ivo Hauptmann. Briefwechsel, vbb 2012, ISBN 978-3-942476-32-4 // - Harriet Hauptmann, Stefan Rohlfs (red.) W iście berlińskim tempie... Gerhart Hauptmann / Ivo Hauptmann. Listy, Przekład: Sławomir Tryc, ISBN 978-83-922463-8-1, ISBN 978-83-7977-057-1, Jelenia Góra – Wrocław 2014, 288 S.

### Interviews
- 2006 Moore, Tristana, BBC News, 13. August 2006: Berlin exhibition stirs painful memories. In: http://news.bbc.co.uk/2/hi/europe/4788167.stm
- 2006 Nadotti, Christina, la Repubblica.it ,10. August 2006: A Berlino una mostra sui profughi europei Varsavia accusa: „Questo è revisionismo“. In: https://www.repubblica.it/2006/08/sezioni/spettacoli_e_cultura/mostra-berlino/mostra-berlino/mostra-berlino.html
- 2001 Der Tagesspiegel, 21. April 2001, Andrea Exler, Kennzeichen CD – Die Welt in Berlin (Teil 5): Polen: Der Mann fürs bessere Image.
- 2001 FAZ, 25. Juli 2001, Stefanie Peter, Bürokratie tötet den Geist. Nun muß das hiesige Polnische Kulturinstitut ohne Slawomir Tryc auskommen
- 2001 Zeitschrift für KulturAustausch, 51. Jg. (2001), H. 3,  S. 22–25, Körber, Sebastian und Räther, Ulrich: Berliner Institut mit polnischem Touch. Gespräch mit Sławomir Tryc
- 2000 Die Tagespost, 19. Februar 2000, Wer sich in der Berliner Kulturszene Gehör verschaffen will, muss provozieren.
- 2000 Die Welt, 23. Oktober 2000, Nina Klein, Die unbekannten Nachbarn
- 1998 FAZ, 14. Oktober 1998, Gerard Gnauck, Von der Folklore zur „neuen Sensibilität“. Polen entdeckt die auswärtige Kulturpolitik.

### Andere Quellen
- 2012 Gaëlle Lisack (Diss.), Nationale oder interkulturelle Institutionen? Analyse der Programmarbeit osteuropäischer Kulturinstitute in Berlin und Paris zu Beginn des 21. Jahrhunderts. Institutions nationales ou interculturelles ? Analyse de la programmation d’instituts culturels d’Europe centrale à Berlin et Paris à l’aube du vingt-et-unième siècle. Fachbereich Politik- und Sozialwissenschaften der Freien Universität Berlin, École Doctorale IV : Civilisations, Cultures, Litteratures et Sociétés Université Paris-IV-Paris Sorbonne Discipline / Spécialité : Etudes Germaniques, Berlin, Paris 2012, Diss_Lisack_gedruckt.pdf (Memento vom 16. Juli 2022 im Internet Archive)